# A Free Ride
A Free Ride è un cortometraggio muto del 1903 diretto da Percy Stow. Si tratta di una breve comica, genere in cui Stow era specializzato alla Hepworth.

## Trama
Dei bambini con un cane si fermano a guardare un carrello d'irrigazione che viene riempito da una pompa. Quando il carrello resta incustodito, i ragazzi salgono a bordo allontanandosi dal luogo. Ma l'acqua comincia a zampillare, schizzando fuori e infradiciandoli tutti finché non saltano giù.

## Produzione
Il film fu prodotto dalla Hepworth.

## Distribuzione
Distribuito dalla Hepworth, il film - un cortometraggio della lunghezza di 15,3 metri - uscì nelle sale cinematografiche britanniche nel settembre 1903. Venne usato anche il titolo alternativo Ride of Sprinkler Car.
Si pensa che sia andato distrutto nel 1924 insieme a gran parte degli altri film della Hepworth. Il produttore, in gravissime difficoltà finanziarie, pensò in questo modo di poter almeno recuperare l'argento dal nitrato delle pellicole.